# Timoclea smithiana
Timoclea smithiana is een tweekleppigensoort uit de familie van de Veneridae. De wetenschappelijke naam van de soort is voor het eerst geldig gepubliceerd in 2010 door Huber.